# Chris Lieto
Chris Lieto (* 7. Februar 1972 in Redbank, New Jersey) ist ein ehemaliger US-amerikanischer Triathlet. 2009 wurde er Zweiter beim Ironman Hawaii (Ironman World Championships).

## Werdegang
Der dreifache Ironman-Sieger (2002, 2005 und 2006) ist als sehr schneller Radfahrer bekannt.
Auch sein jüngerer Bruder Matt Lieto (* 1978) ist als Triathlet aktiv.

### 2. Rang Ironman Hawaii 2009
2009 erreichte er bei den Ironman World Championships auf Hawaii (Ironman Hawaii) mit dem zweiten Platz sein bisher bestes Ergebnis (3,86 km Schwimmen, 180,2 km Radfahren und 42,195 km Laufen). Im September 2011 wurde er in Las Vegas Zweiter bei den Ironman 70.3 World Championships.
Im Dezember 2012 zog sich Chris Lieto bei einem Rennen in Thailand eine Achillessehnen-Verletzung zu und seither ging er bei keinem Rennen auf der Langdistanz mehr an den Start.
Er lebt mit seiner Frau und ihrem gemeinsamen Sohn in Kalifornien. Sein Spitzname ist To.

## Sportliche Erfolge
| Datum/Jahr    | Rang | Wettbewerb                        | Austragungsort   | Zeit       | Bemerkung                                                                            |
| ------------- | ---- | --------------------------------- | ---------------- | ---------- | ------------------------------------------------------------------------------------ |
| 2. Dez. 2012  | 7    | Ironman 70.3 Asia Pacific         | Phuket           | 04:24:09   |                                                                                      |
| 2. Juni 2012  | 3    | Ironman 70.3 Hawaii               | Hawaii           | 04:05:55   | Dritter hinter dem Sieger Lance Armstrong                                            |
| 11. Sep. 2011 | 2    | Ironman 70.3 World Championship   | Las Vegas        | 03:58:03   |                                                                                      |
| 10. Apr. 2011 | 1    | Ironman 70.3 Texas                | Galveston Island | 03:45:37   |                                                                                      |
| 18. Juli 2010 | 1    | Vineman Ironman 70.3              | Sonoma County    | 03:54:05   | [ 1 ]                                                                                |
| 27. Juni 2010 | 1    | Ironman 70.3 Buffalo Springs Lake | Lubbock          | 03:55:27   | [ 2 ]                                                                                |
| 6. Juni 2010  | 1    | Ironman 70.3 Kansas               | Lawrence         | 03:44:07   | [ 3 ]                                                                                |
| 25. Apr. 2010 | 3    | Ironman 70.3 Texas                | Galveston Island | 03:50:35   | Dritter hinter dem Neuseeländer Terenzo Bozzone und dem Amerikaner Timothy O’Donnell |
| 11. Apr. 2010 | 2    | Nautica South Beach Triathlon     | Miami            | 01:30:43   | 0,8 km Schwimmen, 30,4 km Radfahren, 6,4 km Laufen                                   |
| 14. März 2010 | 2    | Miami International Triathlon     | Miami            | 01:48:00   | auf der olympischen Distanz hinter seinem Landsmann Matt Chrabot                     |
| 13. Juni 2009 | 2    | Ironman 70.3 Boise                | Boise            | 03:51:48   | Zweiter Rang, nur 2 sec hinter dem Australier Craig Alexander                        |
| 29. Mai 2009  | 2    | Ironman 70.3 Hawaii               | Hawaii           | 04:05:34   | [ 8 ]                                                                                |
| 2. Mai 2009   | 7    | Wildflower Triathlon              | Lake San Antonio | 04:07:46   |                                                                                      |
| 2008          | 1    | Nautica South Beach Triathlon     | Miami            |            | 0,8 km Schwimmen, 30,4 km Radfahren und 6,4 km Laufen                                |
| 3. Mai 2008   | 3    | Wildflower Triathlon              | Lake San Antonio | 04:03:34   | Dritter Rang in Kalifornien hinter Chris McCormack und dem Spanier Eneko Llanos      |
| 13. Apr. 2008 | 1    | Nautica South Beach Triathlon     | Miami            | 01:16:15   | 0,8 km Schwimmen, 30,4 km Radfahren, 6,4 km Laufen                                   |
| 18. März 2007 | 1    | ITU Triathlon Pan American Cup    | Bay Islands      | 02:02:15   |                                                                                      |
| 17. Juli 2005 | 1    | Tinman Triathlon                  | Honolulu         | 01:44:21.6 | Neben der Frauensiegerin Bree Wee gewinnt Lieto die Männerwertung.                   |

| Datum/Jahr    | Rang | Wettbewerb                        | Austragungsort | Zeit     | Bemerkung                                                                  |
| ------------- | ---- | --------------------------------- | -------------- | -------- | -------------------------------------------------------------------------- |
| 3. März 2012  | 3    | Abu Dhabi International Triathlon | Abu Dhabi      |          |                                                                            |
| 8. Okt. 2011  | 29   | Ironman Hawaii                    | Hawaii         | 09:10:26 | schnellster Radfahrer (4:18:32 Stunden) bei der Ironman World Championship |
| 21. Nov. 2010 | 29   | Ironman Arizona                   | Tempe          | 09:35:00 |                                                                            |
| 9. Okt. 2010  | 11   | Ironman Hawaii                    | Hawaii         |          | mit der schnellsten Rad-Zeit: 4:23:18 h                                    |
| 10. Okt. 2009 | 2    | Ironman Hawaii                    | Hawaii         | 08:22:56 | Hinter Craig Alexander Zweiter bei der Ironman World Championship          |
| 23. Nov. 2008 | 2    | Ironman Arizona                   | Tempe          | 08:19:25 | Zweiter hinter dem Deutschen Andreas Raelert                               |
| 13. Okt. 2007 | 6    | Ironman Hawaii                    | Hawaii         |          |                                                                            |
| 28. Mai 2006  | 1    | Ironman Japan                     | Gotō-Inseln    | 08:43:20 |                                                                            |
| 21. Okt. 2006 | 9    | Ironman Hawaii                    | Hawaii         |          | als bester US-Amerikaner                                                   |
| 26. Feb. 2006 | 2    | Ironman Malaysia                  | Langkawi       |          | Chris Lieto erreichte einen neuen Rekord auf der Radstrecke.               |
| 15. Okt. 2005 | 18   | Ironman Hawaii                    | Hawaii         |          |                                                                            |
| 28. Aug. 2005 | 1    | Ironman Canada                    | Penticton      |          | neuer Radrekord (04:25:26 Stunden)                                         |
| Okt. 2003     | 13   | Ironman Hawaii                    | Hawaii         |          |                                                                            |
| 2003          | 2    | Ironman USA                       | Lake Placid    |          |                                                                            |
| 2002          | 1    | Ironman Wisconsin                 | Madison        | 08:46:30 |                                                                            |
| 1. Juli 2001  | 10   | Ironman Austria                   | Klagenfurt     | 08:41:12 |                                                                            |

(DNF – Did Not Finish)